# Scattering di Mie
Lo scattering di Mie, noto anche come scattering di Lorenz-Mie, è una soluzione completa e matematicamente rigorosa del problema dello scattering di un'onda elettromagnetica su di una sfera o su di un cilindro. La teoria che descrive questo tipo di scattering prende il nome dal fisico tedesco Gustav Mie che nel 1908 pubblicò per primo la soluzione completa. Oltre a Mie, anche altri ricercatori pubblicarono quasi contemporaneamente ulteriori sviluppi e diverse,  equivalenti formulazioni: principalmente vanno ricordati i contributi di Peter Debye e Ludvig Lorenz.
Lo scattering di Mie è valido per centri diffusori di ogni dimensione e, nel limite in cui questi siano molto più piccoli della lunghezza d'onda incidente, si riottiene lo Scattering di Rayleigh (che è valido solo per diffusori puntiformi). Per questo motivo lo scattering di Mie trova applicazione sia nello studio ottico dei colloidi sia in meteorologia; infatti le gocce d'acqua che compongono le nubi hanno spesso dimensioni maggiori (o anche molto maggiori) della lunghezza d'onda della luce visibile.

## L'equazione vettoriale e l'equazione scalare
Lo scattering di Mie è un problema vettoriale, ovvero implica l'uso di tutte le componenti dei campi elettrici (E) e magnetici (H) al fine di tener debitamente conto delle proprietà di polarizzazione della radiazione. In un mezzo di propagazione quale è, ad esempio, l'aria o il "vuoto", dielettrico, trasparente, omogeneo e isotropo, non dissipativo e non dispersivo, in cui sono presenti delle sferette, ossia dei centri diffusori, l'onda incidente, che può essere pensata nella forma di una onda piana, è costituita da campi elettrici e magnetici che soddisfano la seguente equazione delle onde
{\displaystyle \nabla ^{2}\mathbf {E} +n^{2}k^{2}\mathbf {E} =0}
{\displaystyle \nabla ^{2}\mathbf {H} +n^{2}k^{2}\mathbf {H} =0}
dove k è il vettore d'onda e n l'indice di rifrazione. Se definiamo il vettore {\displaystyle \mathbf {M} =\nabla \times (\mathbf {r} \psi )}, dove {\displaystyle \psi } è un'arbitraria funzione scalare e r un vettore di posizione (nel nostro caso indica la coordinata radiale), è possibile dimostrare che questo soddisfa l'equazione
{\displaystyle \nabla ^{2}\mathbf {M} +n^{2}k^{2}\mathbf {M} =\nabla \times (\nabla ^{2}\psi +n^{2}k^{2}\psi )}
ovvero che M soddisfa l'equazione d'onda vettoriale non appena {\displaystyle \nabla ^{2}\psi +n^{2}k^{2}\psi =0} ovvero quando {\displaystyle \psi } soddisfa l'equazione d'onda scalare. Della stessa proprietà gode il vettore N che possiamo definire tramite {\displaystyle nk\mathbf {N} =\nabla \times \mathbf {M} }.
Risolvendo l'equazione delle onde scalare con le opportune condizioni al contorno, è quindi possibile ricavare due campi che soddisfano le equazioni d'onda vettoriali. In particolare, chiamando u e v due soluzioni indipendenti dell'equazione scalare che danno luogo ai campi Mu, Nu, Mv, Nv, si possono identificare i campi elettrico e magnetico tramite
{\displaystyle \mathbf {E} =\mathbf {M} _{v}+i\mathbf {N} _{u}}
{\displaystyle \mathbf {H} =m(-\mathbf {M} _{u}+i\mathbf {N} _{v})}.
dove "i" indica l'unità immaginaria.
È quindi possibile ottenere il campo elettrico e magnetico in funzione dei campi ausiliari introdotti prima quali opportune soluzioni dell'equazione delle onde scalare.

## Le soluzioni dell'equazione d'onda e le condizioni al contorno
Dato che il sistema ha simmetria sferica, conviene risolvere il problema in coordinate sferiche. Sfruttando il fatto che le onde sferiche costituiscono un insieme di funzioni completo e ortonormale, ossia che qualsiasi altra funzione può essere sviluppata come somma di onde sferiche, l'idea di base alla teoria di Mie è di riscrivere l'onda piana incidente come sovrapposizione di onde sferiche (tramite uno sviluppo in serie) dentro e fuori la sfera e imporre le condizioni al contorno sulla superficie per ottenere i coefficienti dello sviluppo.
In particolare possiamo scrivere che all'interno della sfera
{\displaystyle u=e^{i\omega t}\cos \phi \sum _{n=1}^{\infty }-a_{n}(-i)^{n}{\frac {2n+1}{n(n+1)}}P_{n}^{l}(\cos \theta )j_{n}(kr)} e
{\displaystyle v=e^{i\omega t}\sin \phi \sum _{n=1}^{\infty }-b_{n}(-i)^{n}{\frac {2n+1}{n(n+1)}}P_{n}^{l}(\cos \theta )j_{n}(kr)}
dove {\displaystyle P_{n}^{l}} sono le funzioni associate di Legendre e {\displaystyle j_{n}} sono le funzioni di Bessel sferiche di prima specie.
In coordinate sferiche l'equazione d'onda è fattorizzabile e ha soluzioni del tipo
{\displaystyle \psi _{n,l}=\cos l\phi P_{n}^{l}(\cos \theta )z_{n}(mkr)} e
{\displaystyle \psi _{n,l}=\sin l\phi P_{n}^{l}(\cos \theta )z_{n}(mkr)}
dove n e l sono dei numeri interi, {\displaystyle P_{n}^{l}} sono polinomi associati di Legendre e {\displaystyle z_{n}} sono le funzioni di Bessel sferiche.
Imponendo le condizioni al contorno sulla superficie della sfera e introducendo il parametro {\displaystyle x={\frac {2\pi a}{\lambda }}} si ottengono i coefficienti di scattering:
{\displaystyle {\begin{matrix}a_{n}={\frac {\psi _{n}^{\prime }(mx)\psi _{n}(x)-m\psi _{n}(mx)\psi _{n}^{\prime }(x)}{\psi _{n}^{\prime }(mx)\zeta _{n}(x)-m\psi _{n}(mx)\zeta ^{\prime }(x)}}\\\\b_{n}={\frac {m\psi _{n}^{\prime }(mx)\psi _{n}(x)-\psi _{n}(mx)\psi _{n}^{\prime }(x)}{m\psi _{n}^{\prime }(mx)\zeta _{n}(x)-\psi _{n}(mx)\zeta ^{\prime }(x)}}\\\end{matrix}}}
dove {\displaystyle \psi } e {\displaystyle \zeta } sono le funzioni di Riccati-Bessel.
La sezione d'urto totale che si ottiene è:
{\displaystyle \Sigma ={\frac {2\pi }{k^{2}}}\sum _{n=1}^{\infty }\left(\left|a_{n}\right|^{2}+\left|b_{n}\right|^{2}\right)}.